# Liste der SB-Verbindungen
Die Liste der SB-Verbindungen enthält die aktiven, vertagten und ehemaligen Verbindungen des Schwarzburgbundes.

## Aktive SB-Verbindungen
Die Sortierung der Liste erfolgt alphabetisch nach dem Hochschulort und innerhalb des Ortes nach dem Gründungsdatum.
|  |
|  |
|  |
|  |
|  |

|  |
|  |
|  |
|  |
|  |
|  |

|  |
|  |
|  |
|  |
|  |

|  |
|  |
|  |
|  |
|  |

|  |
|  |
|  |
|  |
|  |

|  |
|  |
|  |
|  |
|  |

|  |
|  |
|  |
|  |
|  |

|  |
|  |
|  |
|  |
|  |

|  |
|  |
|  |
|  |
|  |

|  |
|  |
|  |
|  |
|  |

|  |
|  |
|  |
|  |
|  |

|  |
|  |
|  |
|  |
|  |

|  |
|  |
|  |
|  |
|  |

|  |
|  |
|  |
|  |
|  |

|  |
|  |
|  |
|  |
|  |

|  |
|  |
|  |
|  |
|  |

|  |
|  |
|  |
|  |
|  |

|  |
|  |
|  |
|  |
|  |

|  |
|  |
|  |
|  |
|  |

|  |
|  |
|  |
|  |
|  |

## Vertagte/suspendierte  SB-Verbindungen
Die Sortierung erfolgt nach Gründungsdatum.
|  |
|  |
|  |
|  |
|  |

|  |
|  |
|  |
|  |
|  |

|  |
|  |
|  |
|  |
|  |

|  |
|  |
|  |
|  |
|  |

|  |
|  |
|  |
|  |
|  |

|  |
|  |
|  |
|  |
|  |

|  |
|  |
|  |
|  |
|  |

|  |
|  |
|  |
|  |
|  |
|  |

|  |
|  |
|  |
|  |
|  |

|  |
|  |
|  |
|  |
|  |

|  |
|  |
|  |
|  |
|  |

|  |
|  |
|  |
|  |
|  |

|  |
|  |
|  |
|  |
|  |
|  |

|  |
|  |
|  |
|  |
|  |
|  |

|  |
|  |
|  |
|  |
|  |

## Ehemalige SB-Verbindungen
Die Sortierung erfolgt nach Gründungsdatum.
|  |
|  |
|  |
|  |
|  |

|  |
|  |
|  |
|  |
|  |
|  |

|  |
|  |
|  |
|  |
|  |

|  |
|  |
|  |
|  |
|  |

|  |
|  |
|  |
|  |
|  |

|  |
|  |
|  |
|  |
|  |

|  |
|  |
|  |
|  |
|  |

|  |
|  |
|  |
|  |
|  |

|  |
|  |
|  |

|  |
|  |
|  |
|  |
|  |

|  |
|  |
|  |
|  |
|  |

|  |
|  |
|  |

|  |
|  |
|  |
|  |
|  |

## Legende
| Legende | Legende | Legende | Legende | Legende | Legende | Legende | Legende |
| --- | ------- | ------- | ------- | ------- | ------- | ------- | ------- |
| - Typ: - CStV = Christliche Studentenverbindung - SBV! = Schwarzburgverbindung - ÖSBV! = Österreichische Schwarzburgverbindung - AV = Akademische Verbindung (bzw. Akademische Vereinigung bei Kristall zu Clausthal) - B! = Burschenschaft - L! = Landsmannschaft - SG = Studentische Gemeinschaft - StV = Studentische Verbindung - KTV = Katholisch Technische Verbindung - V = Verbindung - Status der Mitglieder: - m = exklusiv männlich - w = exklusiv weiblich - m/w = männlich und weiblich |         |         |         |         |         |         |         |